# Marcellin-Hercule Bompart
Marcellin-Hercule Bompart, né en 1594 à Clermont et mort en 1648 dans cette même ville, est un médecin français qui a notamment exercé au service du roi Louis XIII.

## Biographie
Issu d'une famille probablement originaire d'Alais en Languedoc, il est nommé médecin du principal hospice de Clermont en 1628. Après s'être fixé à Paris, il reçoit en 1631 la charge de conseiller-médecin ordinaire du roi, puis l'année suivante celle d'intendant des eaux et bains du Bourbonnais et de l'Auvergne.

## Œuvres
- Nouveau chasse-peste, Paris, chez Philippes Gaultier, 1630 (lire en ligne)
- La conférence et entrevue d'Hippocrate et de Démocrite. Tirée du grec, et commentee par Marcellin Bompart conseiller & médecin ordinairedu Roy dediee à Monseigneur le Mareschal d' Effiat / Tirée du grec et commentée par Marcellin Bompart, Paris, chez la veuve Philippe Gaultier, 1632 (lire en ligne)
- Miser homo penicillo medico-physico adumbratus, Paris, Nicolas Boisset, 1650 (1re éd. 1648) (lire en ligne)